# Cynanchum carautanum
Cynanchum carautanum là một loài thực vật có hoa trong họ La bố ma. Loài này được (Fontana & Schwein.) Morillo mô tả khoa học đầu tiên năm 1989.